# Iwan Konoplin
Iwan Stiepanowicz Konoplin, ros. Иван Степанович Коноплин (ur. 20 października 1894 r. we wsi Buryń w guberni kurskiej, zm. 17 września 1953 r. we wsi Abiez w Kraju Komi w ZSRR) – rosyjski wojskowy (sztabskapitan), emigracyjny poeta, pisarz, publicysta, działacz kulturalny, współpracownik radzieckich służb specjalnych, a następnie hitlerowskich służb specjalnych podczas II wojny światowej
Ukończył korpus kadetów w Sumach, szkołę realną w Charkowie, a następnie szkołę wojskową w Czugujewie. Służył jako młodszy oficer w Kazańskim Okręgu Wojskowym, a następnie w 32 Kremenczugskim Pułku Piechoty. Brał udział w I wojnie światowej. Pod koniec 1918 r. wstąpił do oddziału partyzanckiego wojsk ukraińskich Symona Petlury, który na pocz. 1919 r. stał się 4 Pułkiem Czarnomorskim. W Tyraspolu przekształcono go w Rosyjski Oficerski Oddział Ochotniczy. Po internowaniu przez Rumunów przeszedł do Zachodniej Armii Ochotniczej. Otrzymał stopień sztabskapitana. Był ranny. Od 1922 r. mieszkał w Eichwalde pod Berlinem. Pracował jako generalny przedstawiciel ryskiego wydawnictwa „Litieratura” w Niemczech. W tym samym roku wydał zbiór wierszy, opowiadań i bajek dla dzieci pt. „Cwietnyje kamuszki”, a następnie zbiór opowiadań pt. „Bieskriestnyje mogiły. Oczerki iz niedawniego”. W 1923 r. stanął na czele berlińskiego oddziału pisma „Bałtijskij almanach” z siedzibą w Kownie. Od I poł. lat 20. współpracował z pismem „Rul”, czasopismem „Społochi”, a także literackim czasopismem „Nasz ogoniok”, wychodzącym na Łotwie. Był członkiem Związku Oficerów oraz Związku Rosyjskich Pisarzy i Dziennikarzy w Niemczech. Według części rosyjskich działaczy emigracyjnych był współpracownikiem radzieckich służb specjalnych. W rezultacie w 1930 r. został wykluczony ze Związku Oficerów oraz Związku Rosyjskich Pisarzy i Dziennikarzy w Niemczech, po czym był zmuszony wyjechać za granicę. Przebywał pod fałszywymi nazwiskami w Czechosłowacji, Szwajcarii, Iranie, Turcji, Grecji. Ujawnienie archiwów radzieckich udowodniło zarzut współpracy z OGPU, a następnie NKWD, gdyż okazało się, że w 1927 r. postanowieniem Prezydium Centralnego Komitetu Wykonawczego ZSRR otrzymał zaocznie radzieckie obywatelstwo. W Kownie opublikowano jego powieść pt. „Żeleznoje kolco”. Kolejnymi powieściami były „Istorija Gieorgija Biełomorina”, „Mużcziny”, „Biermondtowszczina: (wospominanija, dniewnik 1919-1920 gg.)”. W 1937 r. został osądzony przez greckie władze za działalność szpiegowską na rzecz ZSRR, po czym osadzono go w więzieniu. Wyszedł na wolność w 1941 r. w wyniku zajęcia Grecji przez wojska niemieckie prawdopodobnie za zgodę na współpracę z Abwehrą. Pracował jako tłumacz w bazie trefeów morskich w Pireusie. Wkrótce jednak został wysłany na Kretę, gdzie zajmował się handlem w Retimo. Następnie przyjechał do Aten, zostając tłumaczem w dyrekcji biznesu hazardowego. Dzięki temu miał możliwość odwiedzania wielu restauracji i barów, gdzie prowadził sekretne spotkania. Według części źródeł wziął udział w niemieckiej akcji antypartyzanckiej. W 1943 r. powrócił do Berlina. W 1948 r. został aresztowany przez Sowietów. W 1950 r. otrzymał wyrok 10 lat łagrów. Osadzono go w obozie we wsi Abiez w Kraju Komi, gdzie zmarł 17 września 1953 r.